# Dinamo-UWD Osz
Dinamo-UWD Osz (kirg. ФК «Динамо‑УВД» Ош) – kirgiski klub piłkarski z siedzibą w mieście Osz.

## Historia
Chronologia nazw:
- ???—1995: Dinamo Osz
- 1996—2001: Dinamo-Ałaj Osz
- 2002—: Dinamo-UWD Osz

Od momentu założenia klub występował tylko w rozgrywkach regionalnych. 
Dopiero w 1995 debiutował w 1. lidze Kirgistanu, w strefie B, w której zajął 4. miejsce, ale nie awansował do fazy finałowej. W 1996 klub połączył się z klubem Ałaj Osz, który od 1992 występował w 1. lidze Kirgistanu. Klub przyjął nazwę Dinamo-Ałaj Osz. Jednak w 2002 klub podzielił się na dwa kluby - Ałaj Osz i Dinamo-UWD Osz. Do 2003 klub występował w 1. lidze Kirgistanu.

## Sukcesy
- brązowy medalista Kirgistanu: 1996
- finalista Pucharu Kirgistanu: 1997, 1998, 2000